# ポール＝アンリ・マチュー
ポール＝アンリ・マチュー（Paul-Henri Mathieu, 1982年1月12日 - ）は、フランス・ストラスブール出身の男子プロテニス選手。ランキング自己最高位はシングルス12位、ダブルス103位。ATPツアーでシングルス4勝、ダブルス1勝を挙げた。身長185cm、体重74kg。右利き、バックハンド・ストロークは両手打ち。彼の姓“Mathieu”は「マチュー」と「マシュー」の表記揺れが多く、文献でもフランス語読みに近い「マチュー」と英語読みの「マシュー」が混在している。

## 来歴
マチューは歯医者の父と主婦の母の間に、3人兄姉の末っ子として生まれた。3歳半からテニスを始め、1997年からニック・ボロテリー・テニスアカデミーに入学のため渡米。在学中の1999年にプロ転向。
ジュニア時代の成績はシングルス42勝15敗、ダブルス34勝12敗。2000年全仏オープンジュニアシングルス決勝でトミー・ロブレドを破り優勝。ジュニア世界ランキング6位に輝いた。
彼が最初に注目を集めたのは、2002年全仏オープンの出来事であった。当時ランキング107位、主催者推薦での出場となったマチューは、1回戦でウェイン・フェレイラを 6-4, 6-7, 5-7, 6-2, 6-0の逆転で下すと、続く2回戦では同郷の第23シードファブリス・サントロを、3回戦では第15シードのイジー・ノバクをそれぞれ下し、当時世界ランク4位、1999年全仏オープン優勝者アンドレ・アガシとの4回戦に駒を進める。マチューはこの全仏王者から最初の2セットを先取したが、第3セットからのアガシの反撃を許し6-4, 6-3, 3-6, 3-6, 3-6の激戦の末敗れ去る。この大会をきっかけに世界ランキングトップ100入りを果たしたマチューは、同年9月のクレムリン・カップ決勝でチャン・シャルケンを下しATPツアー初優勝を遂げると、続いて出場した地元フランスでのリヨン・グランプリでも決勝でグスタボ・クエルテンを下し2大会連続優勝を果たす。
上記の活躍から、ランキングを年初の「142位」から年末には「36位」まで上昇させたマチューは年末の男子国別対抗戦デビスカップのロシアとの決勝戦でデビスカップフランス代表に初選出され、その年のATPアワードにおいて「最優秀新人賞」を受賞するなど一躍若手の注目株として期待を集めるようになる。しかし翌年以降は目立った成績を挙げることができず、ランキングも一時は半年近くトップ100から落ちるなど、2002年のような活躍を見せることが出来ないでいた。
そんなマチューに2007年転機が訪れる。同年4月に行われたハサン2世グランプリ決勝でアルベルト・モンタニェスを下し、自身5年ぶり3度目のツアー優勝を果たすと、ウィンブルドンで自己最高の4回戦進出、翌週のスイス・オープン・グシュタードでも優勝するなど、2002年以来の好成績を残した。同年の北京五輪のシングルスで、ベスト8に進出。フェルナンド・ゴンサレスに4–6, 4–6で敗れた。
マチューは2010年のスイス・インドア2回戦で、ビクトル・トロイツキとの試合を棄権したのを最後に膝の怪我のため長期欠場を余儀なくされ、2011年シーズンを棒に振った。2012年1月からツアーに復帰している。
2012年全仏オープンでは2回戦でジョン・イスナーに6–7, 6–4, 6–4, 3–6, 18–16で勝利した。試合時間は5時間41分で大会史上2番目の長時間試合となった。（大会最長記録は2004年のファブリス・サントロとアルノー・クレマンの6時間33分である。）
マチューは2017年パリ・マスターズを最後に現役を引退した。

## ATPツアー決勝進出結果

### シングルス: 10回 (4勝6敗)
| 大会グレード                            |
| グランドスラム (0-0)                    |
| ATPワールドツアー・ファイナル (0-0)     |
| ATPワールドツアー・マスターズ1000 (0-0) |
| ATPワールドツアー・500シリーズ (0-1)    |
| ATPワールドツアー・250シリーズ (4-5)    |

| サーフェス別タイトル |
| ハード (0-3)         |
| クレー (2-3)         |
| 芝 (0-0)             |
| カーペット (2-0)     |

| 結果   | No. | 決勝日         | 大会           | サーフェス        | 対戦相手                       | スコア           |
| ------ | --- | -------------- | -------------- | ----------------- | ------------------------------ | ---------------- |
| 優勝   | 1.  | 2002年10月6日  | モスクワ       | カーペット (室内) | チャン・シャルケン             | 4–6, 6–2, 6–0    |
| 優勝   | 2.  | 2002年10月13日 | リヨン         | カーペット (室内) | グスタボ・クエルテン           | 4–6, 6–3, 6–1    |
| 準優勝 | 1.  | 2003年9月28日  | パレルモ       | クレー            | ニコラス・マスー               | 6–1, 2–6, 6–7(0) |
| 優勝   | 3.  | 2007年4月29日  | カサブランカ   | クレー            | アルベルト・モンタニェス       | 6–1, 6–1         |
| 優勝   | 4.  | 2007年7月15日  | グシュタード   | クレー            | アンドレアス・セッピ           | 6–7(1), 6–4, 7–5 |
| 準優勝 | 2.  | 2007年10月14日 | モスクワ       | ハード (室内)     | ニコライ・ダビデンコ           | 5–7, 6–7(9)      |
| 準優勝 | 3.  | 2008年10月5日  | メス           | ハード (室内)     | ドミトリー・トゥルスノフ       | 6–7(6), 6–1, 4–6 |
| 準優勝 | 4.  | 2009年7月26日  | ハンブルク     | クレー            | ニコライ・ダビデンコ           | 4–6, 2–6         |
| 準優勝 | 5.  | 2015年8月9日   | キッツビュール | クレー            | フィリップ・コールシュライバー | 6-2, 2-6, 2-6    |
| 準優勝 | 6.  | 2016年2月7日   | モンペリエ     | ハード (室内)     | リシャール・ガスケ             | 5-7, 4-6         |

### ダブルス: 2回 (1勝1敗)
| 結果   | No. | 決勝日        | 大会       | サーフェス | パートナー               | 対戦相手                                              | スコア                  |
| ------ | --- | ------------- | ---------- | ---------- | ------------------------ | ----------------------------------------------------- | ----------------------- |
| 優勝   | 1.  | 2008年9月13日 | ブカレスト | クレー     | ニコラ・ドビルデ         | マリウシュ・フィルステンベルク マルチン・マトコフスキ | 7–6(4), 6–7(9), [22–20] |
| 準優勝 | 1.  | 2010年7月25日 | ハンブルク | クレー     | ジェレミー・シャルディー | マルク・ロペス ダビド・マレーロ                       | 3–6, 6–2, [8–10]        |

## 4大大会シングルス成績
略語の説明
| W | F | SF | QF | #R | RR | Q# | LQ | A | Z# | PO | G | S | B | NMS | P | NH |

W=優勝, F=準優勝, SF=ベスト4, QF=ベスト8, #R=#回戦敗退, RR=ラウンドロビン敗退, Q#=予選#回戦敗退, LQ=予選敗退, A=大会不参加, Z#=デビスカップ/BJKカップ地域ゾーン, PO=デビスカップ/BJKカッププレーオフ, G=オリンピック金メダル, S=オリンピック銀メダル, B=オリンピック銅メダル, NMS=マスターズシリーズから降格, P=開催延期, NH=開催なし.
| 大会           | 2000 | 2001 | 2002 | 2003 | 2004 | 2005 | 2006 | 2007 | 2008 | 2009 | 2010 | 2011 | 2012 | 2013 | 2014 | 2015 | 2016 | 2017 | 通算成績 |
| -------------- | ---- | ---- | ---- | ---- | ---- | ---- | ---- | ---- | ---- | ---- | ---- | ---- | ---- | ---- | ---- | ---- | ---- | ---- | -------- |
| 全豪オープン   | A    | LQ   | 1R   | A    | A    | 1R   | 4R   | 1R   | 4R   | 2R   | A    | A    | A    | 1R   | LQ   | 1R   | 1R   | 1R   | 7–10     |
| 全仏オープン   | LQ   | 1R   | 4R   | 1R   | A    | 3R   | 3R   | 3R   | 4R   | 3R   | 1R   | A    | 3R   | 1R   | 1R   | 1R   | 2R   | 1R   | 17–15    |
| ウィンブルドン | A    | A    | 2R   | 1R   | A    | 1R   | 1R   | 4R   | 3R   | 2R   | 4R   | A    | 1R   | 2R   | 1R   | LQ   | 1R   | LQ   | 11–12    |
| 全米オープン   | LQ   | LQ   | 1R   | 1R   | 3R   | 1R   | 2R   | 1R   | 2R   | 1R   | 3R   | A    | 2R   | 1R   | 2R   | 1R   | 2R   | LQ   | 9–14     |